# 彭建邦
彭建邦（Patrick Brown，1978年5月26日—），加拿大政治人物，現任和第51任安大略省賓頓市長。他曾於2000至2006年間任職該省巴里市市議員，2006年-15年間以聯邦保守黨黨員身份出任加拿大國會下議院巴里選區議員，2015年-18年間則任職安大略進步保守黨黨魁、安大略省官方反對黨領袖和安大略省議會閃高北選區（Simcoe North）議員。他於2018年1月被指控性行為不當而辭去安省進步保守黨黨魁職務，但否認指控，同年2月則被逐出該黨黨團。
2022年3月，他宣布競逐加拿大保守黨黨魁職務。7月5日，彭建邦由於涉嫌違反財務規定和加拿大選舉法被保守黨取消資格。

## 早年和個人生活
彭建邦於安大略省多倫多出生，具有愛爾蘭裔和義大利裔血統。父親愛德蒙（Edmond Brown）為律師，曾於1979年和1980年聯邦大選代表加拿大新民主黨競逐多倫多市戴雲璞選區（Davenport）議席，而來自安省巴里市的母親茱迪（Judy Brown，本姓）則任職教師和校長。他的舅父喬·塔斯科納（Joe Tascona）為巴里市政治人物，1991至1995年間任職該市市議員，1995至2007年間則出任安大略省議會議員。
彭建邦就讀於多倫多天主教私校聖彌額爾書院（St. Michael's College School），16歲到魁北克省探親時結識時任加拿大進步保守黨黨魁莊社理，自此對政治產生興趣，並於聖彌額爾書院創辦進步保守黨協會。他中學畢業後到多倫多大學修讀政治學，期間曾兩度出任進步保守黨青年聯會主席，從該校畢業後則於2001年到溫莎大學修讀法律，2004年獲取法學士學位。
他於2018年與吉納維芙·瓜爾蒂耶里（Genevieve Gualtieri）結婚，兩人育有一子。

## 巴里市議員、國會議員

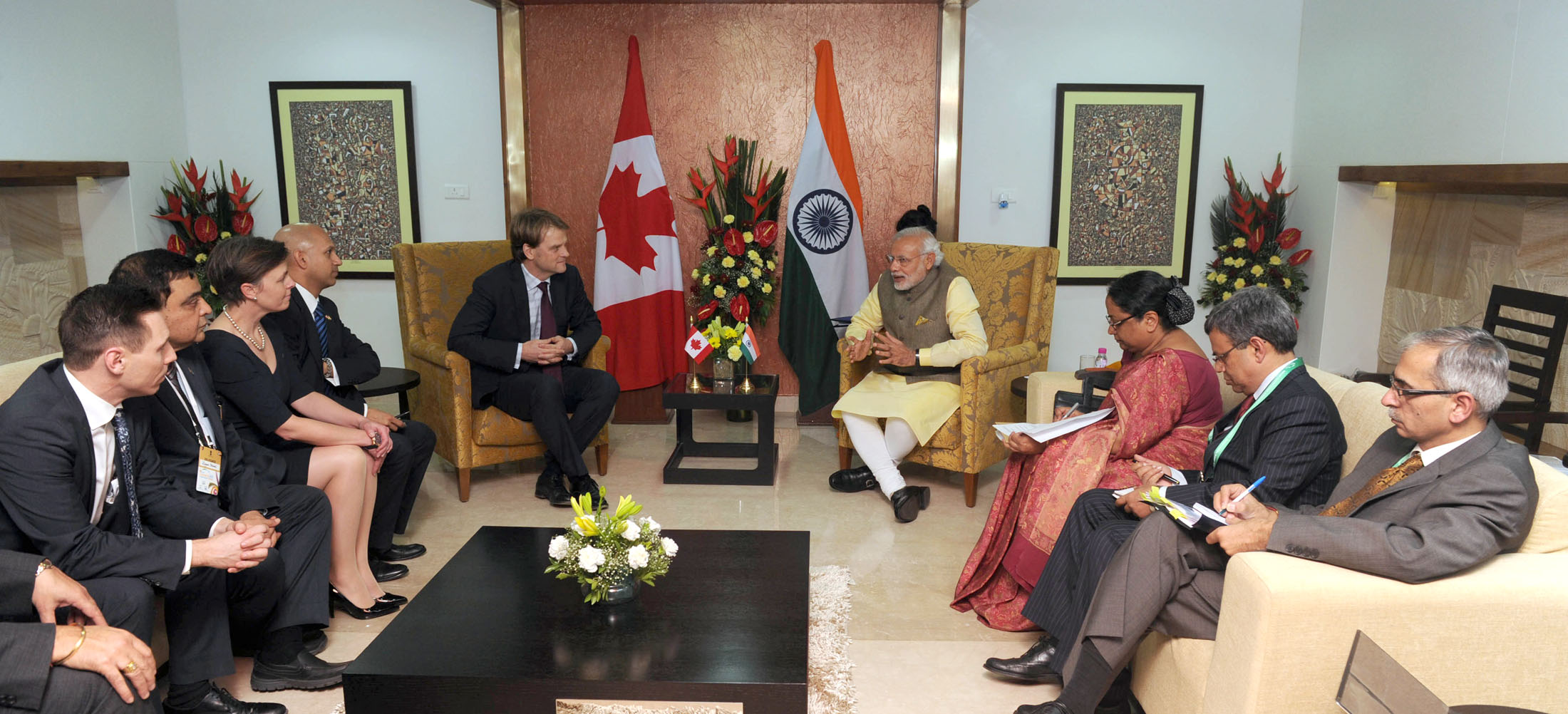
彭建邦（圖左）於2015年隨團訪問印度，與總理莫迪會面

2000年，當時仍為大學生的彭建邦當選巴里市第9市選區市議員；他於2003年市選改為競逐第3市選區議席並當選。他其後贏取聯邦保守黨候選人資格，在2004年聯邦大選代表該黨競逐巴里選區議席，但以1295票之差敗予自由黨候選人卡羅爾（Aileen Carroll）。兩人於2006年聯邦大選再度碰面，這次彭建邦則以1543票之差擊敗卡羅爾，首度晉身國會下議院，同年2月6日辭去巴里市議員職務。他於2008年和2011年大選連任巴里選區下議員；2012年報道指他的2010-11年度宣傳單張經費達$81,159.97，為眾下議員之最。

## 省政生涯
安大略進步保守黨於2014年6月省選失利，黨魁胡達克（Tim Hudak）遂告請辭。彭建邦於同年9月宣布競選該黨黨魁，到2015年3月已成功招攬四萬多名新黨員而成為黨魁大熱。他於2015年5月黨魁選舉中以61.8%得票率擊敗葉麗雅而當選，同月辭去國會議席。彭建邦當時並非省議員，因此不能在省議會内代表進步保守黨。時任閃高北選區（Simcoe North）省議員鄧洛普（Garfield Dunlop）於同年7月同意辭退其議席，讓彭建邦參與該區補選從而晉身省議會。補選於同年9月3日舉行，彭建邦以近12000票之差壓倒安大略自由黨候選人而當選省議員。
2018年1月24日，CTV電視網報道兩名女子指控彭建邦，稱他任職國會議員期間涉及性行為不當。彭建邦否認指控，並一度拒絕辭任黨魁，但面臨黨内壓力下終在25日請辭。霍德力（Vic Fedeli）於翌日就任臨時黨魁，其後表示彭建邦若有意在同年6月省選競逐連任省議員的話，他不會批准彭建邦的提名表格，意味彭建邦需以獨立候選人身份競選。
彭建邦於2018年2月在臉書發帖，稱相關指控不實，並謂有意對CTV採取法律行動；同時亦有報道指他並未正式辭任黨魁。霍德力於同月16日宣布即時將彭建邦逐出進步保守黨黨團，但彭建邦則於同日註冊為黨魁選舉候選人，並於同月21日獲准競逐黨魁，然而他卻於26日棄選。彭建邦並未就相關指控面臨控罪，而他則於2018年4月入稟法院控告CTV並索償8百萬元。雙方於2022年和解，CTV就其報道中部分細節出錯表示遺憾，但無需賠償彭建邦。
2018年3月15日，進步保守黨的候選人提名委員會一致裁定彭建邦不能代表該黨在同年省選競逐巴里—泉水—奧羅梅當特選區（Barrie—Springwater—Oro-Medonte）議席，而彭建邦其後則表示他不會參與該屆省選。

## 賓頓市長、參選聯邦保守黨黨魁
2018年6月，《國家郵報》報道指彭建邦的支持者慫恿他參與同年舉辦的首屆安省皮爾區主席選舉；他於同年7月3日登記為候選人。然而，隨着省長道格·福特宣布取消皮爾區主席選舉，彭建邦於同年7月27日改為登記作皮爾區賓頓市的市長候選人。他於同年10月22日市選中險勝競逐連任的傑弗里（Linda Jeffrey），當選賓頓市長。
彭建邦與賓頓市議會於2019年6月通過動議，支持以法律行動挑戰魁北克省的21號議案；該議案禁止魁省内具有權威的政府僱員（如公校教師、警員和法官）履行職務時佩帶具有宗教色彩的飾物。該議案影響到魁省的南亞裔社群，而賓頓則為全國南亞裔居民最多的城市之一。被問及位於魁省以外的賓頓市為何動議挑戰該項議案時，彭建邦謂：「賓頓是加拿大最多元化的大城市。如果賓頓不會捍衛加拿大的多元文化主義，那誰會呢？」
聯邦保守黨於2022年初罷免黨魁艾林·奧圖爾後，有消息指彭建邦考慮競逐該職。他於同年3月13日正式宣布參選聯邦保守黨黨魁，但同年7月5日則因涉嫌違反財務規定和《加拿大選舉法》被保守黨取消資格。他後於同年市選中順利連任賓頓市長。

## 外部連結
- （英文）加拿大國會網站 彭建邦議員簡介 （页面存档备份，存于）
- （英文）安大略省議會網站 彭建邦議員簡介 （页面存档备份，存于）